# Gran Premio motociclistico della Repubblica Ceca 2020
Il Gran Premio motociclistico della Repubblica Ceca 2020 è stato la quarta prova su quindici del motomondiale 2020, disputato il 9 agosto sul circuito di Brno. Le vittorie nelle tre classi sono andate rispettivamente a: Brad Binder in MotoGP, Enea Bastianini in Moto2 e Dennis Foggia in Moto3. Per Binder si tratta della prima vittoria nella classe MotoGP, mentre per Foggia è la prima vittoria nel contesto del motomondiale.

## MotoGP
A causa di un incidente occorsogli durante le prime prove libere, Francesco Bagnaia non prende parte alla corsa. Per il sudafricano Brad Binder e per la KTM si tratta della prima vittoria nella classe MotoGP.

### Arrivati al traguardo
| Pos. | Nº | Pilota            | Squadra                     | Motocicletta       | Giri | Tempo     | Griglia | Punti |
| ---- | -- | ----------------- | --------------------------- | ------------------ | ---- | --------- | ------- | ----- |
| 1º   | 33 | Brad Binder       | Red Bull KTM Factory Racing | KTM RC16           | 21   | 41'38.764 | 7º      | 25    |
| 2º   | 21 | Franco Morbidelli | Petronas Yamaha SRT         | Yamaha YZR-M1      | 21   | +5.266    | 3º      | 20    |
| 3º   | 5  | Johann Zarco      | Esponsorama Racing          | Ducati Desmosedici | 21   | +6.470    | 1º      | 16    |
| 4º   | 42 | Álex Rins         | Suzuki Ecstar               | Suzuki GSX-RR      | 21   | +6.609    | 11º     | 13    |
| 5º   | 46 | Valentino Rossi   | Monster Energy Yamaha       | Yamaha YZR-M1      | 21   | +7.517    | 10º     | 11    |
| 6º   | 88 | Miguel Oliveira   | Red Bull KTM Tech 3         | KTM RC16           | 21   | +7.969    | 13º     | 10    |
| 7º   | 20 | Fabio Quartararo  | Petronas Yamaha SRT         | Yamaha YZR-M1      | 21   | +11.827   | 2º      | 9     |
| 8º   | 30 | Takaaki Nakagami  | LCR Honda Idemitsu          | Honda RC213V       | 21   | +12.862   | 17º     | 8     |
| 9º   | 43 | Jack Miller       | Pramac Racing               | Ducati Desmosedici | 21   | +15.013   | 14º     | 7     |
| 10º  | 41 | Aleix Espargaró   | Aprilia Racing Team Gresini | Aprilia RS-GP      | 21   | +15.087   | 4º      | 6     |
| 11º  | 4  | Andrea Dovizioso  | Ducati Team                 | Ducati Desmosedici | 21   | +16.455   | 18º     | 5     |
| 12º  | 9  | Danilo Petrucci   | Ducati Team                 | Ducati Desmosedici | 21   | +18.506   | 8º      | 4     |
| 13º  | 35 | Cal Crutchlow     | LCR Honda Castrol           | Honda RC213V       | 21   | +18.736   | 12º     | 3     |
| 14º  | 12 | Maverick Viñales  | Monster Energy Yamaha       | Yamaha YZR-M1      | 21   | +19.720   | 5º      | 2     |
| 15º  | 73 | Álex Márquez      | Repsol Honda                | Honda RC213V       | 21   | +24.597   | 21º     | 1     |
| 16º  | 53 | Esteve Rabat      | Esponsorama Racing          | Ducati Desmosedici | 21   | +29.004   | 15º     |       |
| 17º  | 38 | Bradley Smith     | Aprilia Racing Team Gresini | Aprilia RS-GP      | 21   | +32.290   | 19º     |       |
| 18º  | 6  | Stefan Bradl      | Repsol Honda                | Honda RC213V       | 21   | +55.977   | 20º     |       |

### Ritirati
| Nº | Pilota        | Squadra                     | Motocicletta  | Giri | Griglia |
| -- | ------------- | --------------------------- | ------------- | ---- | ------- |
| 44 | Pol Espargaró | Red Bull KTM Factory Racing | KTM RC16      | 9    | 6º      |
| 36 | Joan Mir      | Suzuki Ecstar               | Suzuki GSX-RR | 3    | 9º      |
| 27 | Iker Lecuona  | Red Bull KTM Tech 3         | KTM RC16      | 3    | 16º     |

## Moto2

### Arrivati al traguardo
| Pos. | Nº | Pilota                | Squadra                  | Motocicletta | Giri | Tempo     | Griglia | Punti |
| ---- | -- | --------------------- | ------------------------ | ------------ | ---- | --------- | ------- | ----- |
| 1º   | 33 | Enea Bastianini       | Italtrans Racing         | Kalex        | 19   | 39'13.926 | 3º      | 25    |
| 2º   | 22 | Sam Lowes             | EG 0,0 Marc VDS          | Kalex        | 19   | +0,423    | 2º      | 20    |
| 3º   | 16 | Joe Roberts           | Tennor American Racing   | Kalex        | 19   | +5,948    | 1º      | 16    |
| 4º   | 10 | Luca Marini           | SKY Racing Team VR46     | Kalex        | 19   | +8,797    | 10º     | 13    |
| 5º   | 37 | Augusto Fernández     | EG 0,0 Marc VDS          | Kalex        | 19   | +9,392    | 8º      | 11    |
| 6º   | 72 | Marco Bezzecchi       | SKY Racing Team VR46     | Kalex        | 19   | +10,306   | 5º      | 10    |
| 7º   | 9  | Jorge Navarro         | MB Conveyors Speed Up    | Speed Up     | 19   | +10,575   | 11º     | 9     |
| 8º   | 88 | Jorge Martín          | Red Bull KTM Ajo         | Kalex        | 19   | +11,366   | 6º      | 8     |
| 9º   | 55 | Hafizh Syahrin        | Openbank Aspar           | Speed Up     | 19   | +12,875   | 4º      | 7     |
| 10º  | 44 | Arón Canet            | Openbank Aspar           | Speed Up     | 19   | +14,266   | 15º     | 6     |
| 11º  | 45 | Tetsuta Nagashima     | Red Bull KTM Ajo         | Kalex        | 19   | +15,378   | 21º     | 5     |
| 12º  | 97 | Xavi Vierge           | Petronas Sprinta Racing  | Kalex        | 19   | +19,031   | 12º     | 4     |
| 13º  | 87 | Remy Gardner          | Onexox TKKR SAG          | Kalex        | 19   | +19,282   | 22º     | 3     |
| 14º  | 11 | Nicolò Bulega         | Federal Oil Gresini      | Kalex        | 19   | +19,598   | 19º     | 2     |
| 15º  | 23 | Marcel Schrötter      | Liqui Moly Intact GP     | Kalex        | 19   | +19,638   | 7º      | 1     |
| 16º  | 21 | Fabio Di Giannantonio | MB Conveyors Speed Up    | Speed Up     | 19   | +22,245   | 9º      |       |
| 17º  | 12 | Thomas Lüthi          | Liqui Moly Intact GP     | Kalex        | 19   | +24,406   | 26º     |       |
| 18º  | 64 | Bo Bendsneyder        | NTS RW Racing GP         | NTS          | 19   | +25,065   | 17º     |       |
| 19º  | 42 | Marcos Ramírez        | Tennor American Racing   | Kalex        | 19   | +25,170   | 16º     |       |
| 20º  | 57 | Edgar Pons            | Federal Oil Gresini      | Kalex        | 19   | +26,727   | 27º     |       |
| 21º  | 77 | Dominique Aegerter    | NTS RW Racing GP         | NTS          | 19   | +27,004   | 23º     |       |
| 22º  | 7  | Lorenzo Baldassarri   | Flexbox HP 40            | Kalex        | 19   | +29,986   | 18º     |       |
| 23º  | 35 | Somkiat Chantra       | Idemitsu Honda Team Asia | Kalex        | 19   | +36,034   | 25º     |       |
| 24º  | 19 | Lorenzo Dalla Porta   | Italtrans Racing         | Kalex        | 19   | +36,411   | 28º     |       |
| 25º  | 27 | Andi Farid Izdihar    | Idemitsu Honda Team Asia | Kalex        | 19   | +45,780   | 29º     |       |

### Ritirati
| Nº | Pilota                      | Squadra                  | Motocicletta | Giri | Griglia |
| -- | --------------------------- | ------------------------ | ------------ | ---- | ------- |
| 62 | Stefano Manzi               | MV Agusta Forward Racing | MV Agusta F2 | 11   | 13º     |
| 96 | Jake Dixon                  | Petronas Sprinta Racing  | Kalex        | 10   | 14º     |
| 40 | Héctor Garzó                | Flexbox HP 40            | Kalex        | 5    | 24º     |
| 99 | Kasma Daniel Bin Kasmayudin | Onexox TKKR SAG          | Kalex        | 3    | 30º     |

## Moto3

### Arrivati al traguardo
| Pos. | Nº | Pilota             | Squadra                       | Motocicletta  | Giri | Tempo     | Griglia | Punti |
| ---- | -- | ------------------ | ----------------------------- | ------------- | ---- | --------- | ------- | ----- |
| 1º   | 7  | Dennis Foggia      | Leopard Racing                | Honda NSF250R | 18   | 39'06.370 | 5º      | 25    |
| 2º   | 75 | Albert Arenas      | Gaviota Aspar                 | KTM RC 250 GP | 18   | +0,205    | 7º      | 20    |
| 3º   | 79 | Ai Ogura           | Honda Team Asia               | Honda NSF250R | 18   | +0,251    | 4º      | 16    |
| 4º   | 23 | Niccolò Antonelli  | SIC58 Squadra Corse           | Honda NSF250R | 18   | +0,381    | 12º     | 13    |
| 5º   | 17 | John McPhee        | Petronas Sprinta Racing       | Honda NSF250R | 18   | +0,509    | 18º     | 11    |
| 6º   | 25 | Raúl Fernández     | Red Bull KTM Ajo              | KTM RC 250 GP | 18   | +0,808    | 1º      | 10    |
| 7º   | 52 | Jeremy Alcoba      | Kömmerling Gresini            | Honda NSF250R | 18   | +0,889    | 6º      | 9     |
| 8º   | 14 | Tony Arbolino      | Rivacold Snipers              | Honda NSF250R | 18   | +1,647    | 8º      | 8     |
| 9º   | 55 | Romano Fenati      | Sterilgarda Max Racing Team   | Husqvarna     | 18   | +1,648    | 9º      | 7     |
| 10º  | 82 | Stefano Nepa       | Gaviota Aspar                 | KTM RC 250 GP | 18   | +8,815    | 14º     | 6     |
| 11º  | 27 | Kaito Toba         | Red Bull KTM Ajo              | KTM RC 250 GP | 18   | +8,828    | 16º     | 5     |
| 12º  | 40 | Darryn Binder      | CIP Green Power               | KTM RC 250 GP | 18   | +8,849    | 15º     | 4     |
| 13º  | 13 | Celestino Vietti   | SKY Racing Team VR46          | KTM RC 250 GP | 18   | +8,866    | 24º     | 3     |
| 14º  | 16 | Andrea Migno       | SKY Racing Team VR46          | KTM RC 250 GP | 18   | +8,986    | 11º     | 2     |
| 15º  | 53 | Deniz Öncü         | Red Bull KTM Tech 3           | KTM RC 250 GP | 18   | +9,089    | 19º     | 1     |
| 16º  | 11 | Sergio García      | Estrella Galicia 0,0          | Honda NSF250R | 18   | +9,124    | 27º     |       |
| 17º  | 6  | Ryusei Yamanaka    | Estrella Galicia 0,0          | Honda NSF250R | 18   | +9,589    | 17º     |       |
| 18º  | 99 | Carlos Tatay       | Reale Avintia                 | KTM RC 250 GP | 18   | +9,723    | 22º     |       |
| 19º  | 2  | Gabriel Rodrigo    | Kömmerling Gresini            | Honda NSF250R | 18   | +12,594   | 2º      |       |
| 20º  | 71 | Ayumu Sasaki       | Red Bull KTM Tech 3           | KTM RC 250 GP | 18   | +12,656   | 28º     |       |
| 21º  | 70 | Barry Baltus       | CarXpert PrüstelGP            | KTM RC 250 GP | 18   | +23,720   | 21º     |       |
| 22º  | 89 | Khairul Idham Pawi | Petronas Sprinta Racing       | Honda NSF250R | 18   | +23,766   | 31º     |       |
| 23º  | 50 | Jason Dupasquier   | CarXpert PrüstelGP            | KTM RC 250 GP | 18   | +31,955   | 29º     |       |
| 24º  | 9  | Davide Pizzoli     | BOE Skull Rider Facile Energy | KTM RC 250 GP | 18   | +36,734   | 30º     |       |
| 25º  | 12 | Filip Salač        | Rivacold Snipers              | Honda NSF250R | 18   | +47,046   | 20º     |       |

### Ritirati
| Nº | Pilota            | Squadra                       | Motocicletta  | Giri | Griglia |
| -- | ----------------- | ----------------------------- | ------------- | ---- | ------- |
| 5  | Jaume Masiá       | Leopard Racing                | Honda NSF250R | 15   | 13º     |
| 92 | Yuki Kunii        | Honda Team Asia               | Honda NSF250R | 14   | 10º     |
| 24 | Tatsuki Suzuki    | SIC58 Squadra Corse           | Honda NSF250R | 9    | 3º      |
| 21 | Alonso López      | Sterilgarda Max Racing Team   | Husqvarna     | 9    | 25º     |
| 73 | Maximilian Kofler | CIP Green Power               | KTM RC 250 GP | 8    | 26º     |
| 54 | Riccardo Rossi    | BOE Skull Rider Facile Energy | KTM RC 250 GP | 7    | 23º     |